# Sloviansk
Sloviansk (en ukrainien : Слов'янськ) ou Slaviansk (en russe : Славянск) est une ville de l'oblast de Donetsk, en Ukraine, et appartenant au raïon de Kramatorsk. Sa population s'élevait à 54 000 habitants en 2024.

## Géographie

Le bassin du Kazenny Torets

Sloviansk est arrosée par la rivière Kazenny Torets, à l'est, et par son confluent, le Soukhyï Torets, au sud, et se trouve à 96 km au nord de Donetsk, à 134 km au sud-est de Kharkiv et à 523 km à l'est-sud-est de Kiev. Elle se trouve juste au nord de la ville de Kramatorsk. La commune urbaine de Bylbassivka fait partie de sa périphérie ouest.

## Histoire
La forteresse de Tor est construite à l'emplacement de la ville actuelle en 1676. L'exploitation du sel commence peu après dans les environs et donne lieu à un important commerce. La localité est renommée Sloviansk en 1784, une déformation de Solevansk, littéralement « ville du sel ». Aujourd'hui encore la production de sel de la ville est une des plus importantes d'Europe. Depuis le début du XXe siècle, la ville s'est spécialisée dans les industries chimiques. Sous l'Empire russe, Sloviansk faisait partie du gouvernement d'Iekaterinoslav. La ville est connue pour ses premiers établissements de soins par les bains de boue ouverts à la fin du XIXe siècle.

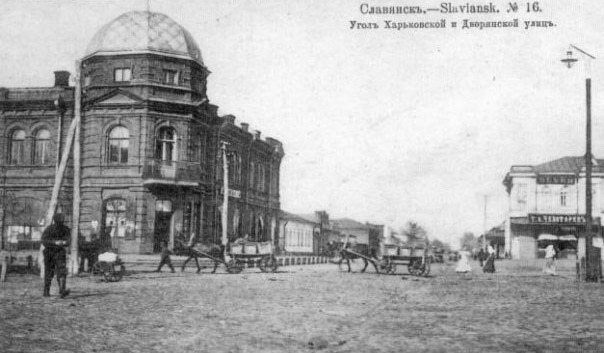
Angle de la rue de la Noblesse et de la rue de Kharkiv, vers 1900.

Les bolchéviques s'emparent du pouvoir à Sloviansk le 2 octobre 1917 (vieux style). Elle est occupée par l'armée allemande, le 20 avril 1918. L'armée blanche de Denikine s'y installe de mai à novembre 1919. Le général de l'armée blanche Koutepov y arrive à l'automne. En novembre 1919, le pouvoir bolchévique s'installe dans la région. En 1922, deux établissements de repos et des datchas expropriées sont réunis pour fonder un établissement thermal de 750 places. L'industrialisation de la ville commence dans les années 1930.
La station thermale obtient le statut d'établissement à échelle de toute l'Union soviétique en 1934. Le théâtre dramatique russe est inauguré en 1938. La veille de la guerre voit la ville possédant une vingtaine d'entreprises industrielles de niveau de l'Union ou de niveau de la république, ainsi que huit sanatoriums. Quatre cliniques sont en service pour une population de plus de 75 000 habitants, ainsi que cinq polycliniques, vingt-trois établissements scolaires, six écoles spécialisées, et des écoles professionnelles dans le domaine de la chimie, du chemin de fer, etc. Sloviansk dispose aussi de neuf cinémas et de vingt-trois bibliothèques.
La ville est prise par l'Allemagne nazie le 25 octobre 1941. En décembre 1941, les Juifs de la ville sont assassinés dans la carrière de la ville lors d'exécutions de masse perpétrées par une unité des Einsatzgruppen. Vingt-cinq usines et fabriques sont détruites. Des commandos spéciaux SS incendient plus d'une vingtaine d'établissement scolaires et supérieurs, dont l'école technique, ainsi que la station électrique et font sauter deux ponts sur la rivière Torets. Le théâtre est incendié, lorsque l'armée allemande quitte la ville, ainsi que des cliniques et plus d'un millier de maisons. L'Armée rouge libère Sloviansk le 6 septembre 1943.
Aux élections présidentielles de 2004, ses habitants se prononcent pour Viktor Ianoukovytch à 90,98 % et pour Viktor Iouchtchenko à 6,7 %.

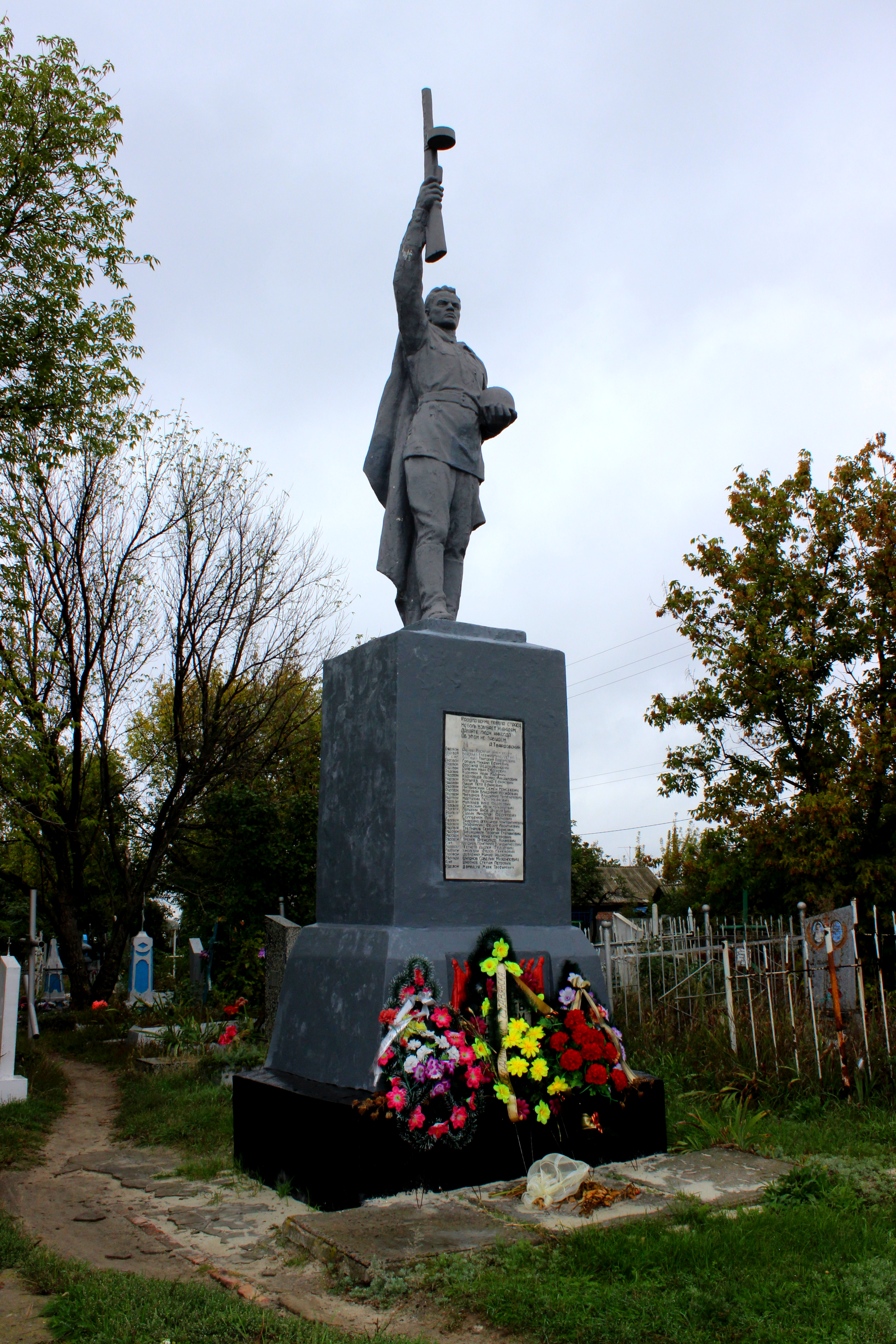
Monument aux morts des combattants du front de 1943, classé[5].
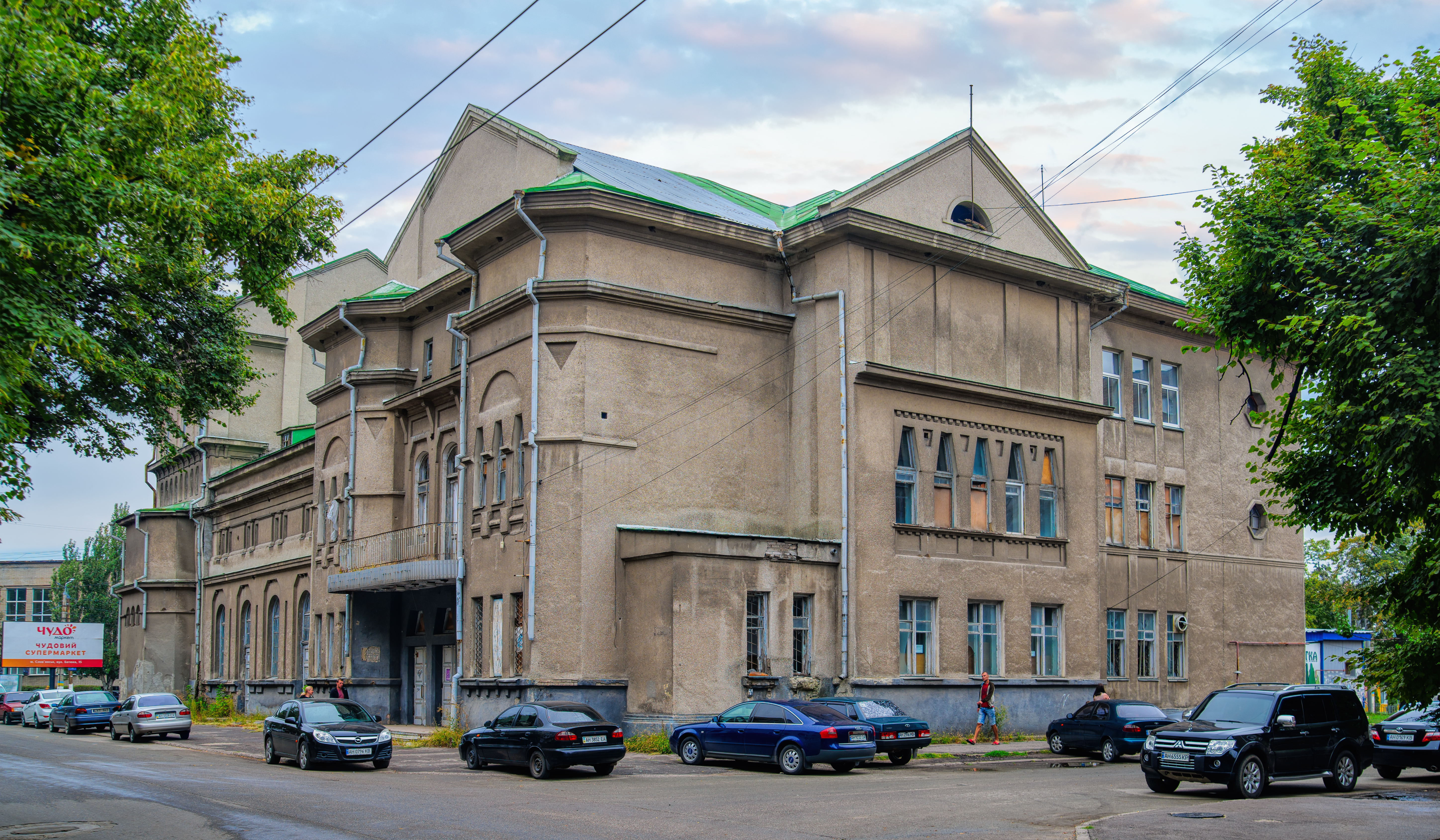
Palais de la culture, classé
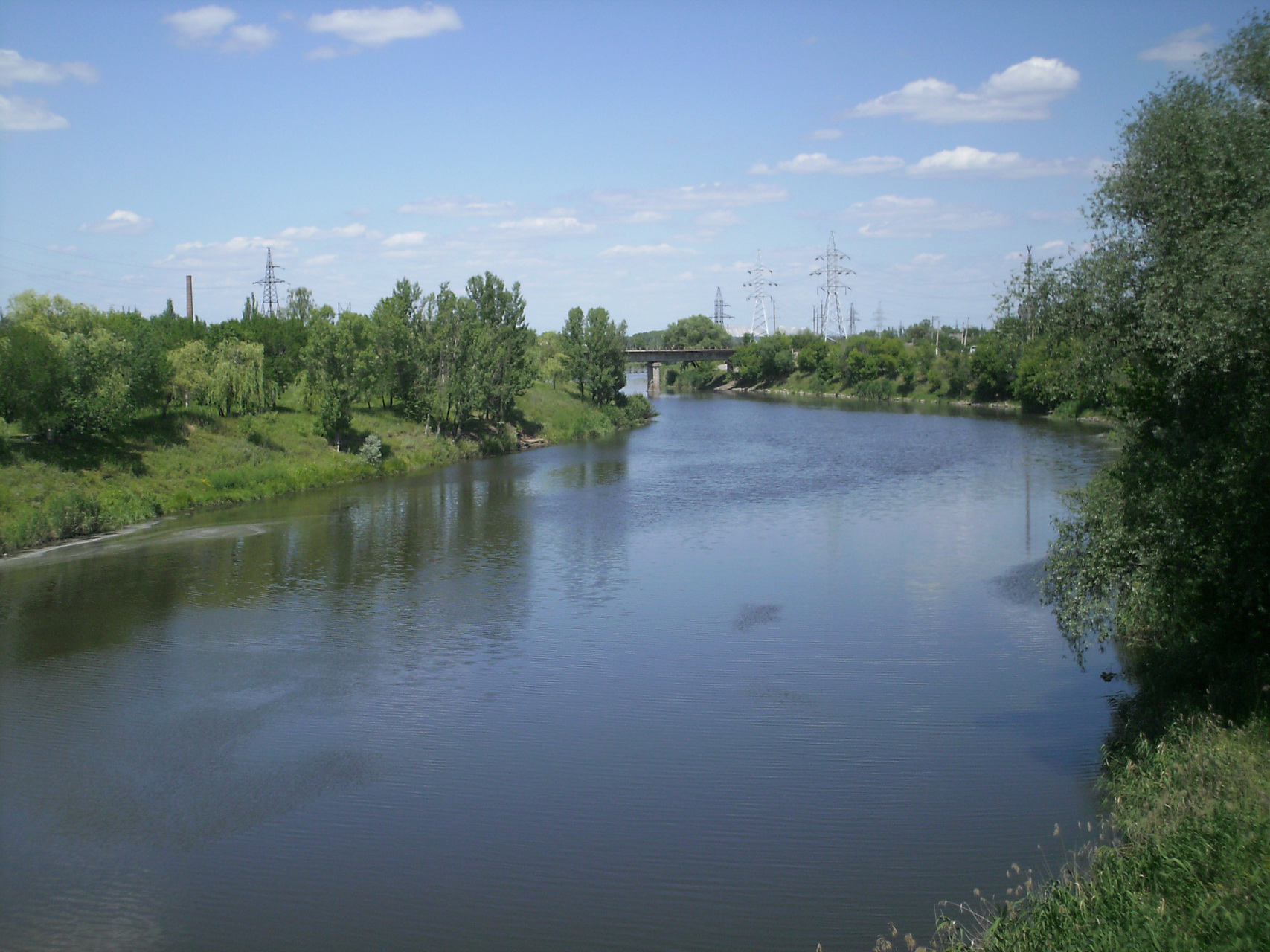
Vue du nouveau bras de la rivière Torets.
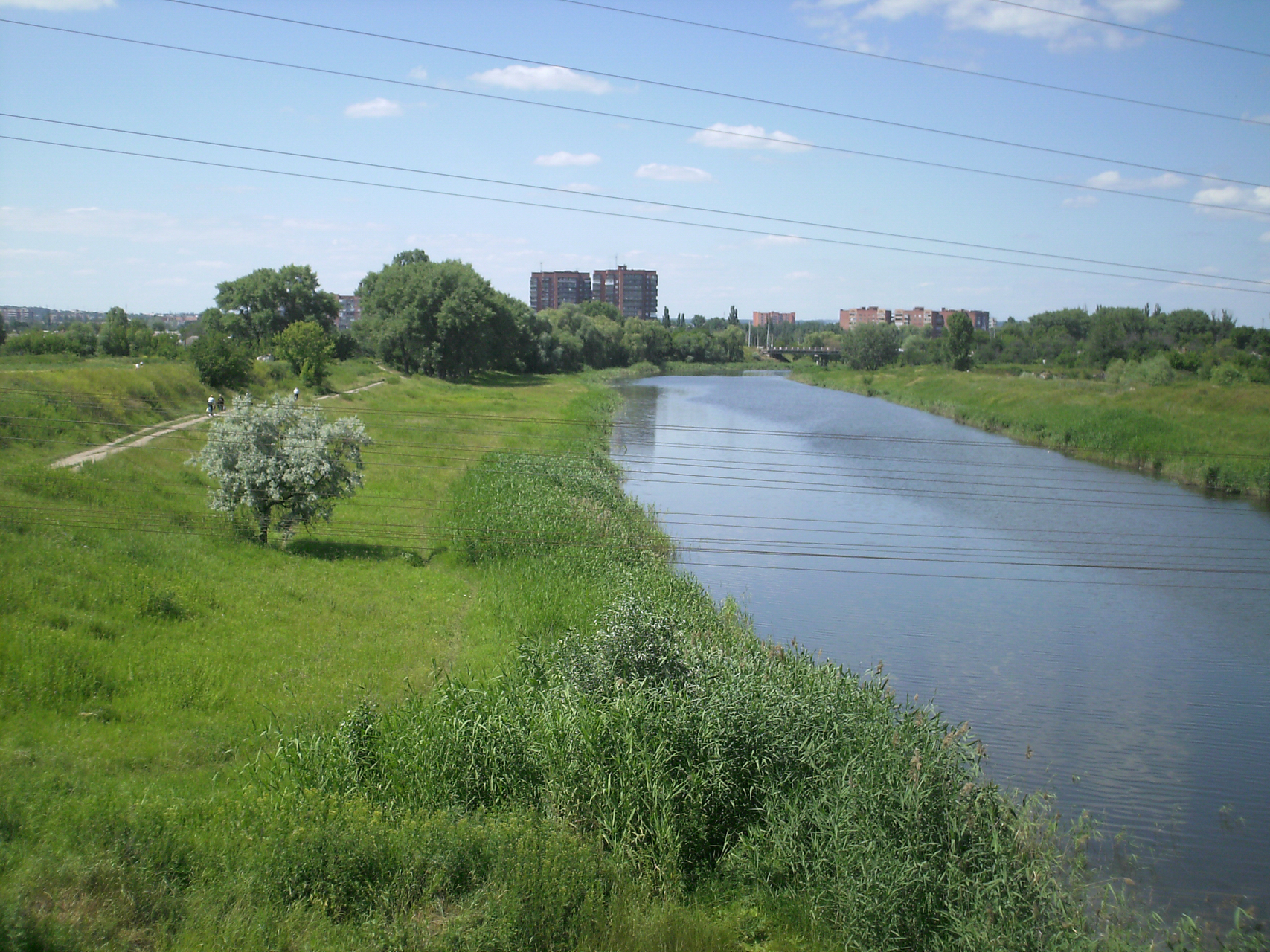
Vue de l'ancien bras de la rivière Torets.
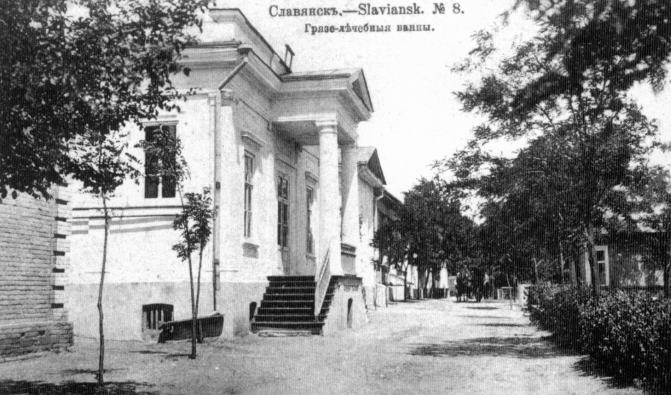
Façade d'un établissement de soins par les bains de boue, vers 1900.

### Troubles du printemps-été 2014

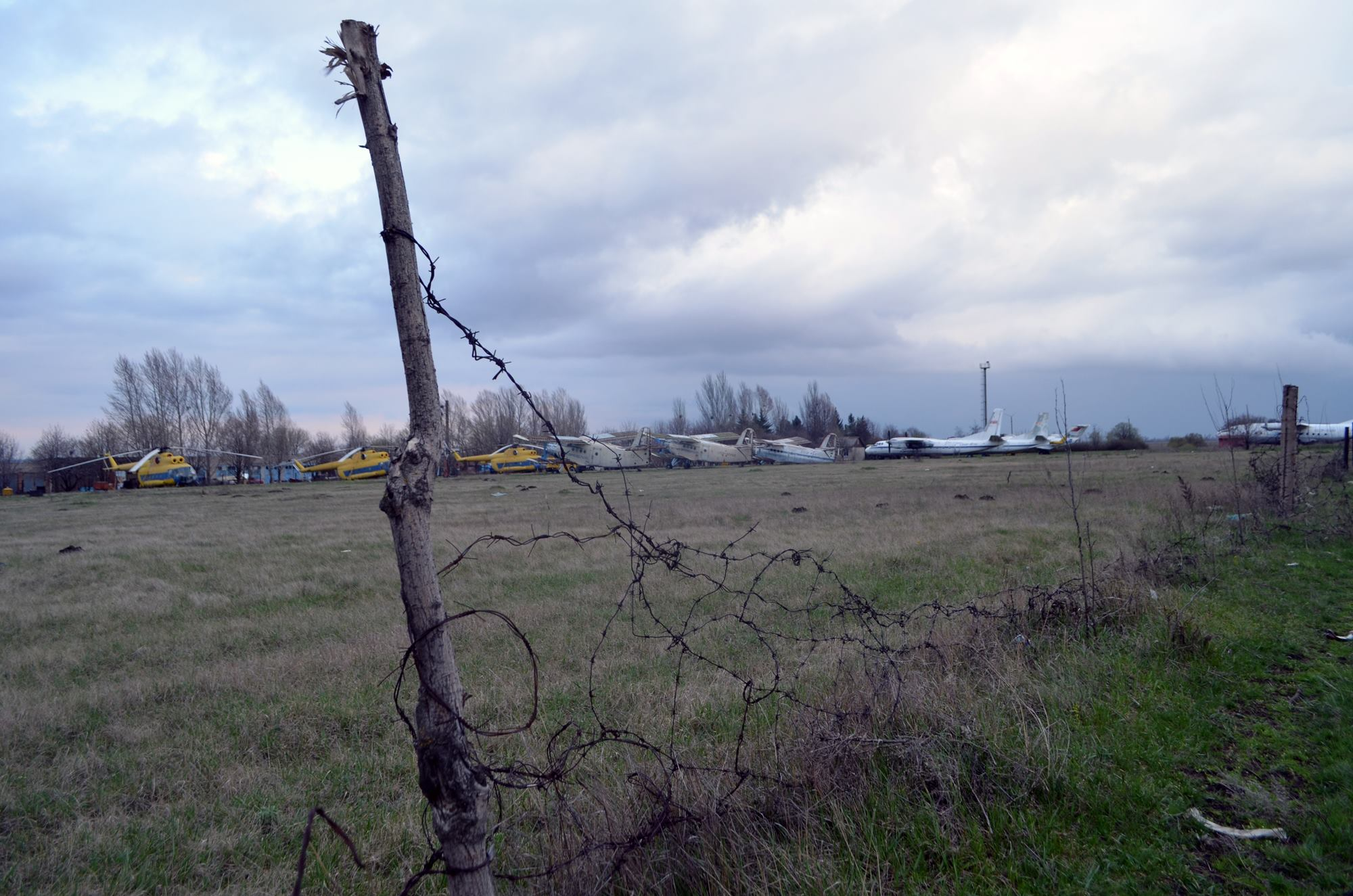
Vue des hélicoptères envoyés par Kiev le 14 avril 2014, à proximité de la ville vers Kramatorsk.

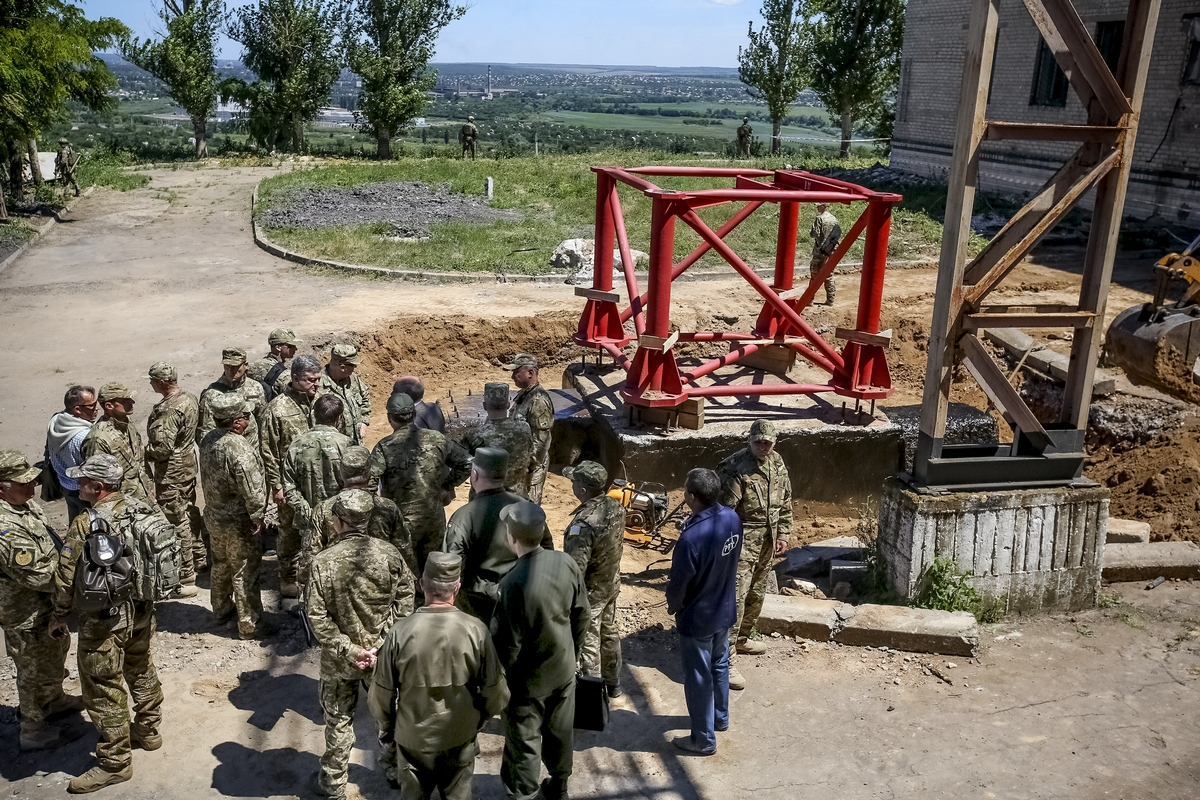
Visite de Petro Porochenko en 2016 sur le Mont Karatchoun.

En mars-juin 2014, la ville est en proie à des mouvements d'agitation menés par des milices se réclamant de la « république populaire de Donetsk ». Le siège de la ville par l'armée ukrainienne depuis le 12 avril se révèle un échec et cause la mort de nombreux civils. La tension grandit également avec le stationnement depuis le 14 avril, à quelques kilomètres de la ville, d'une colonne de blindés de l'armée ukrainienne, commandée par le général Valeri Kroutov. Ce dernier affirme à propos des agitateurs qu'il qualifie de « terroristes » : « Il faut les avertir : s'ils ne déposent pas les armes, on va les liquider. ». Les troupes ukrainiennes encerclent la ville le 15 avril avec une vingtaine de blindés et 500 hommes. Nelly Chtepa, la maire de la ville nommée par le gouvernement ukrainien et ne pouvant exercer son mandat faute de se trouver à Sloviansk, déclare dans une interview à Kiev le mardi 15 avril au matin qu'il « faut débarrasser la ville des miliciens pro-russes qui, selon elle, terrorisent la ville. » Ces propos suscitent l'indignation du maire auto-proclamé de Sloviansk, Viatcheslav Ponomarev. Le lendemain, une partie des blindés envoyés par le gouvernement ukrainien change de camp et se range du côté des partisans de la fédéralisation. La foule laisse les autres soldats retourner à leur base de Dnipropetrovsk. D'après les déclarations des soldats ukrainiens, aucun « n'avait l'intention de tirer sur ses compatriotes. » Il s'agit donc d'un échec de la part du gouvernement ukrainien. Le 25 avril 2014, sept observateurs qui n'étaient pas de l'OSCE (dont quatre Allemands, un Danois et un Suédois) et cinq militaires ukrainiens sont capturés par les insurgés pro-russes et détenus comme otages, sous l'autorité du maire auto-proclamé de la ville, Viatcheslav Ponomarev (lequel les qualifie d'« espions et de prisonniers de guerre »), ce qui a soulevé une vague de protestation de la part des pays de l'Union européenne. Ils sont relâchés quelques jours plus tard. La ville, dont la défense est organisée par le colonel Strelkov, est encerclée de chars de l'armée ukrainienne. L'eau, l'électricité et le téléphone y sont largement coupés, la ville et ses faubourgs sont quotidiennement bombardés. Les Russes proposent en vain l'instauration d'un couloir humanitaire. Des colonnes de chars sont arrêtées à plusieurs reprises par la population (dont le 12 juin 2014). Ponomarev est remplacé au poste de maire par Vladimir Pavlenko, le 13 juin 2014. Ce dernier, ayant déjà rencontré des membres de la mission de l'OSCE en Ukraine, se dit prêt à « des discussions sur la nécessité de l'arrêt de la résistance armée dans la région. ».
Après près de trois mois de siège, Sloviansk est reprise par l'armée loyaliste le 5 juillet 2014.
En avril 2022, lors de l'invasion de l'Ukraine par la Russie, les troupes russes se retirent de Kiev et des régions du nord de l'Ukraine, et se repositionnent dans l'est du pays pour commencer la bataille de Sloviansk.

## Religion

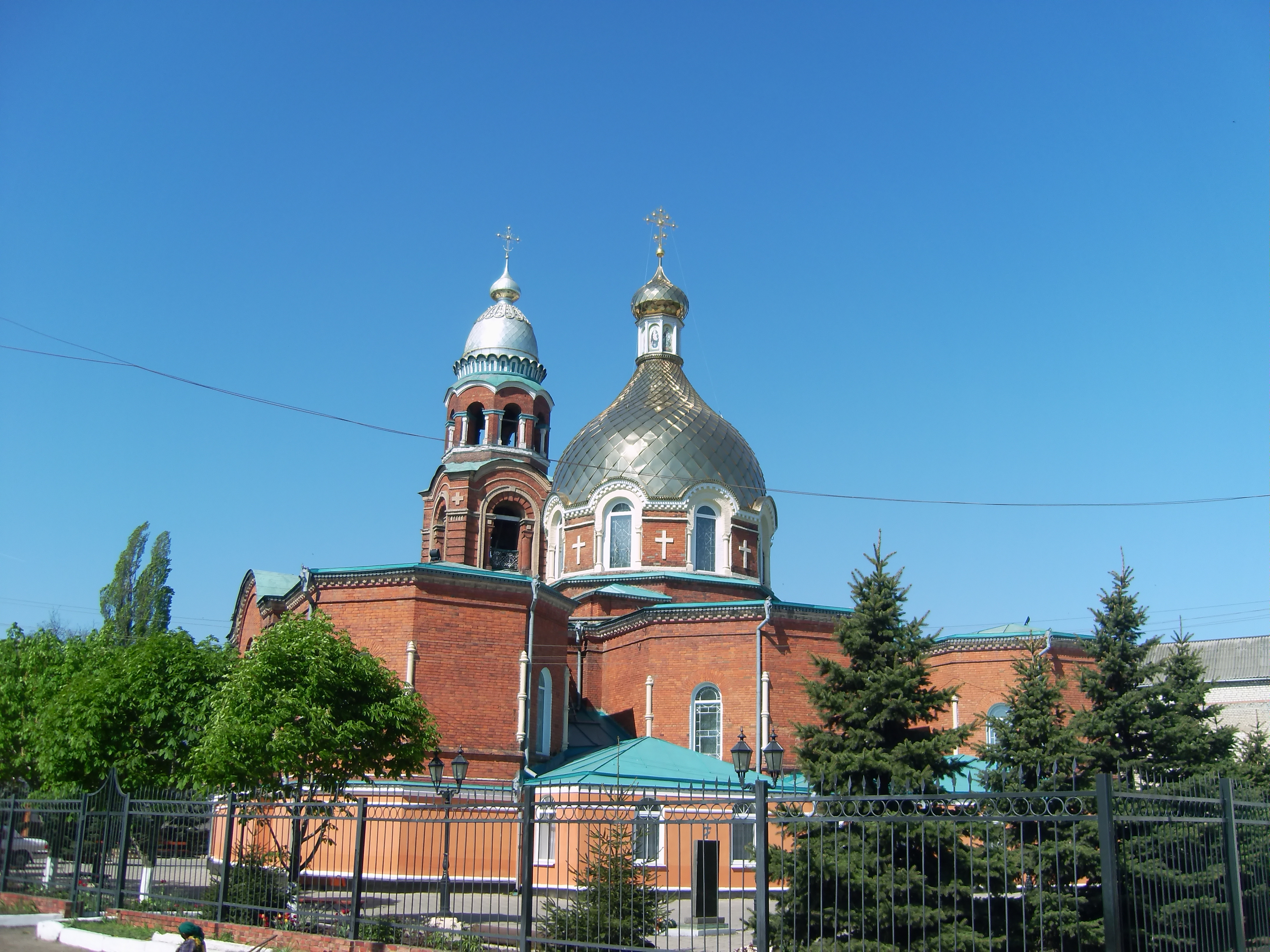
Église Alexandre Nevski, classée[16],
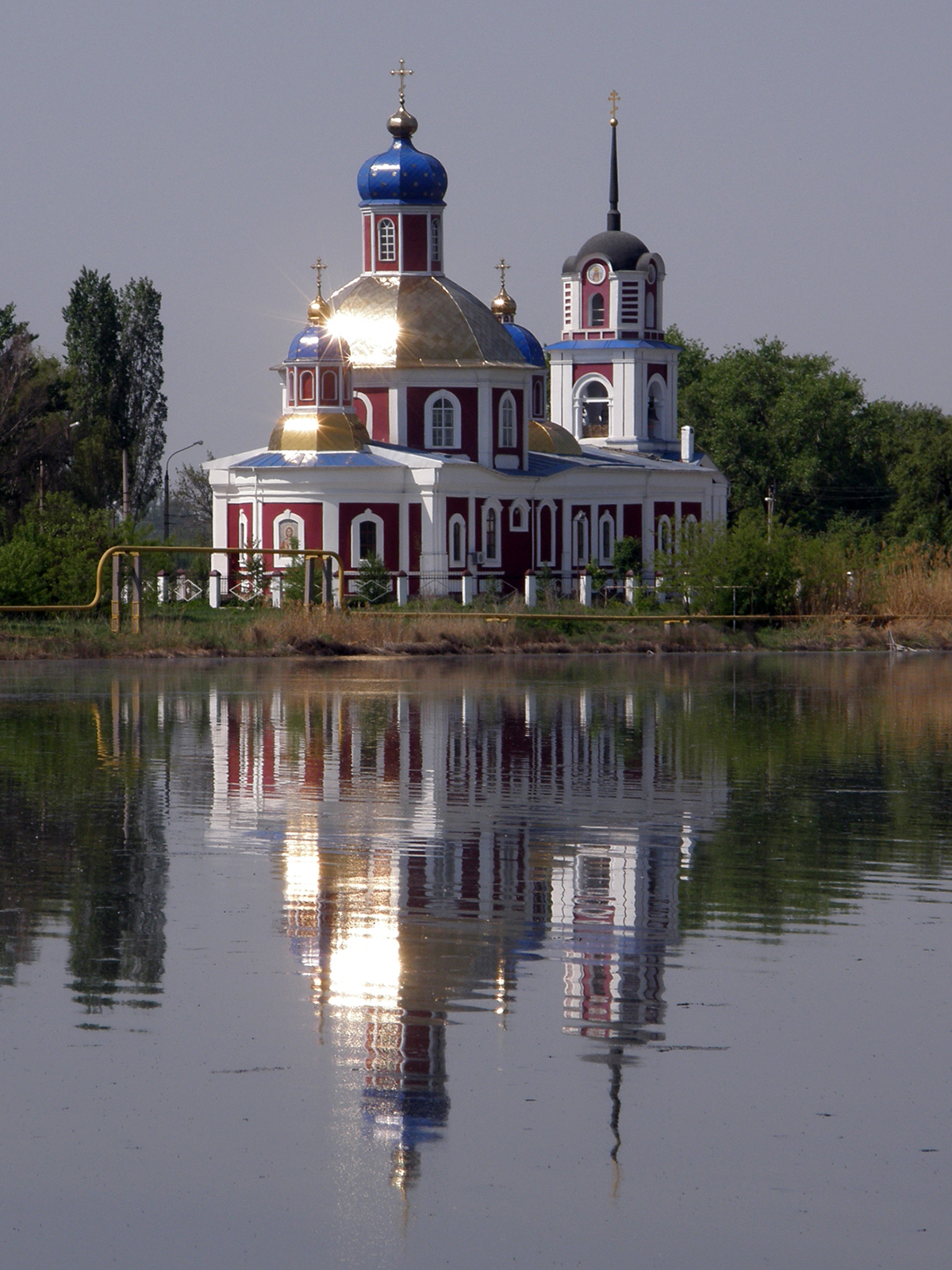
Église de la Ressurection, classée[17],
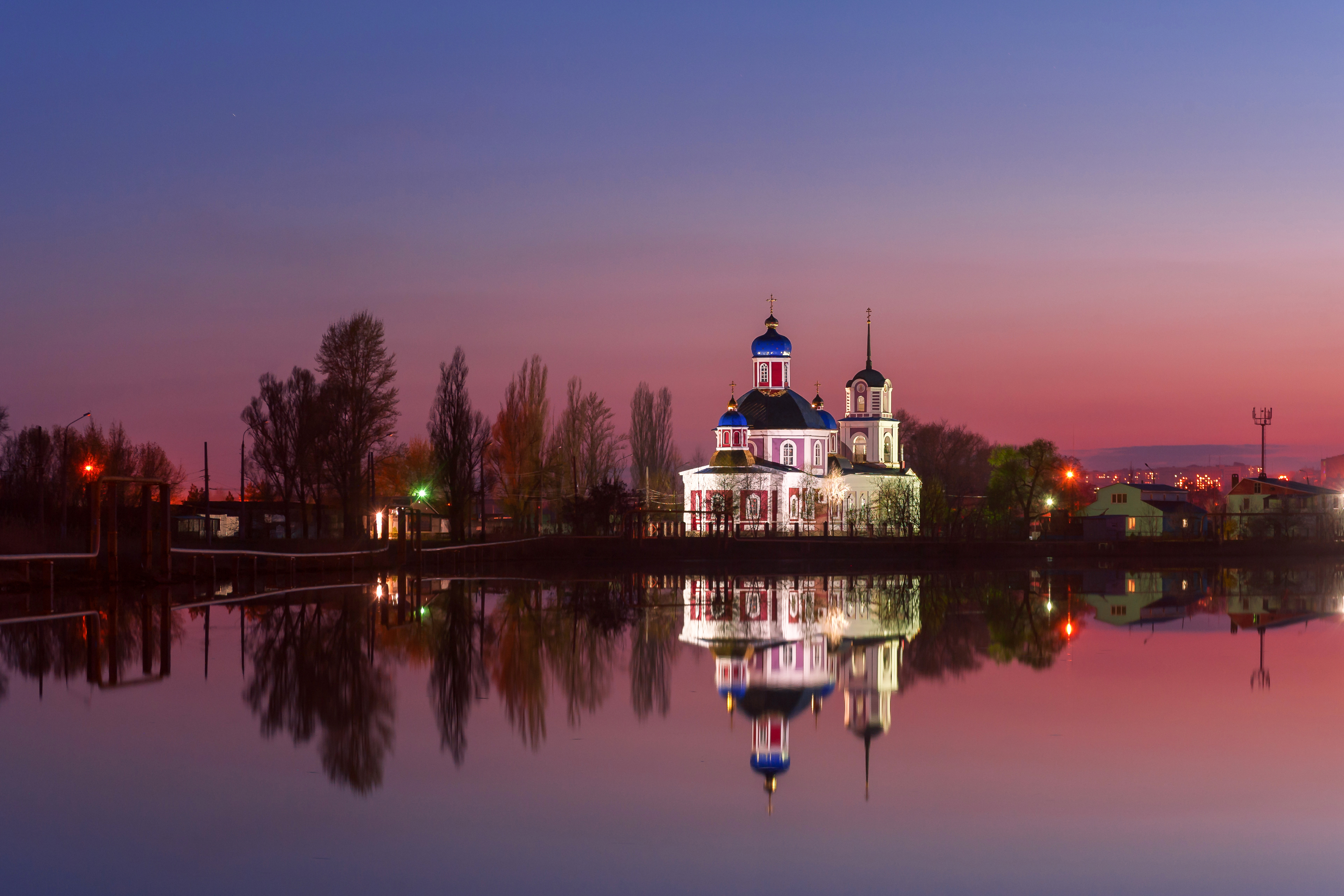
L'église de la résurrection à Sloviansk en avril 2017.

## Population
Recensements (*) ou estimations de la population :
| 1897*  | 1923*  | 1926*  | 1939*  | 1959*  | 1970*   |
| ------ | ------ | ------ | ------ | ------ | ------- |
| 15 792 | 21 410 | 28 385 | 77 842 | 82 784 | 124 183 |

| 1979*   | 1989*   | 2001*   | 2011    | 2012    | 2013    |
| ------- | ------- | ------- | ------- | ------- | ------- |
| 140 256 | 135 300 | 124 829 | 118 602 | 117 994 | 117 445 |

## Économie

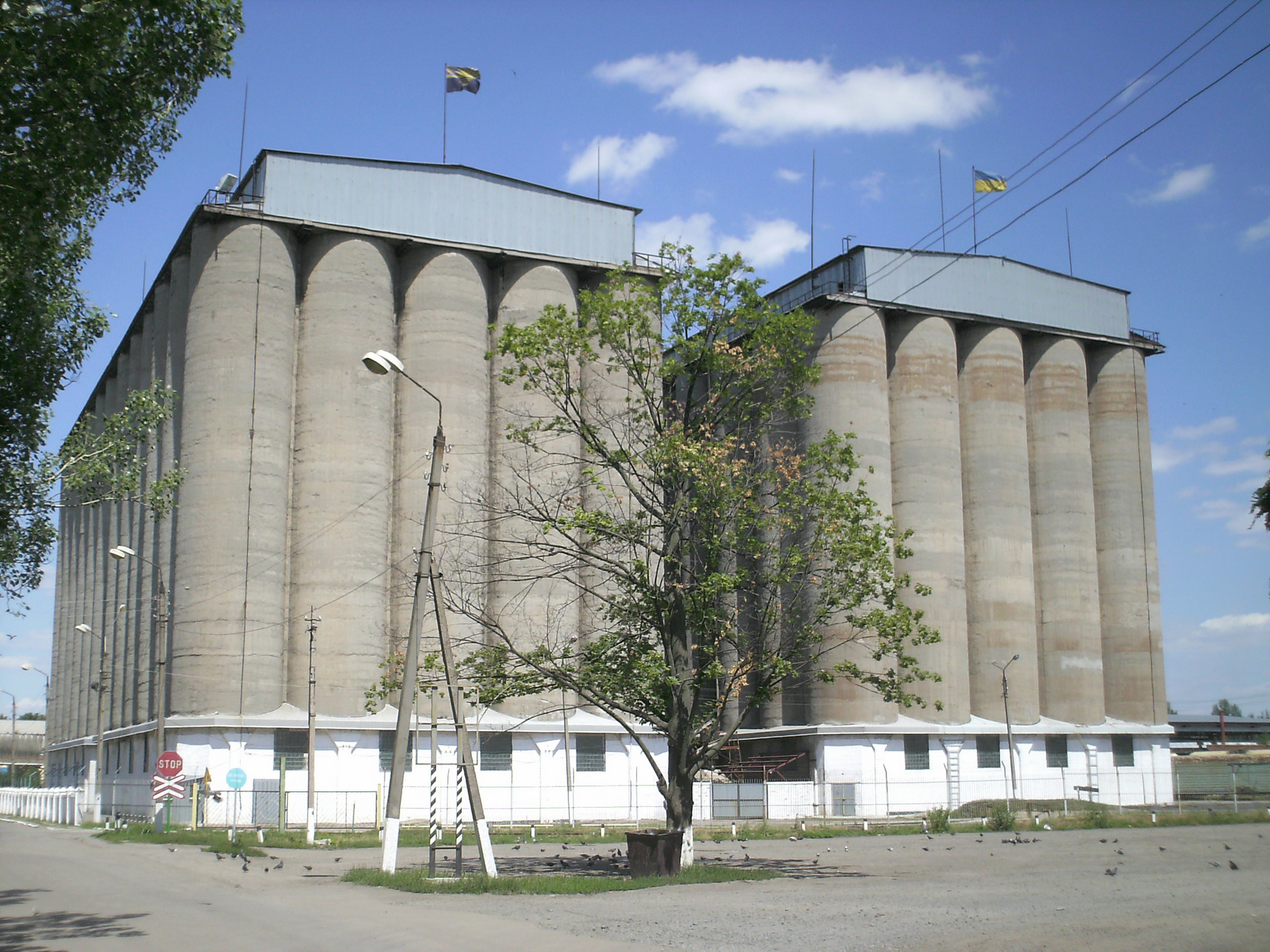
Silos.

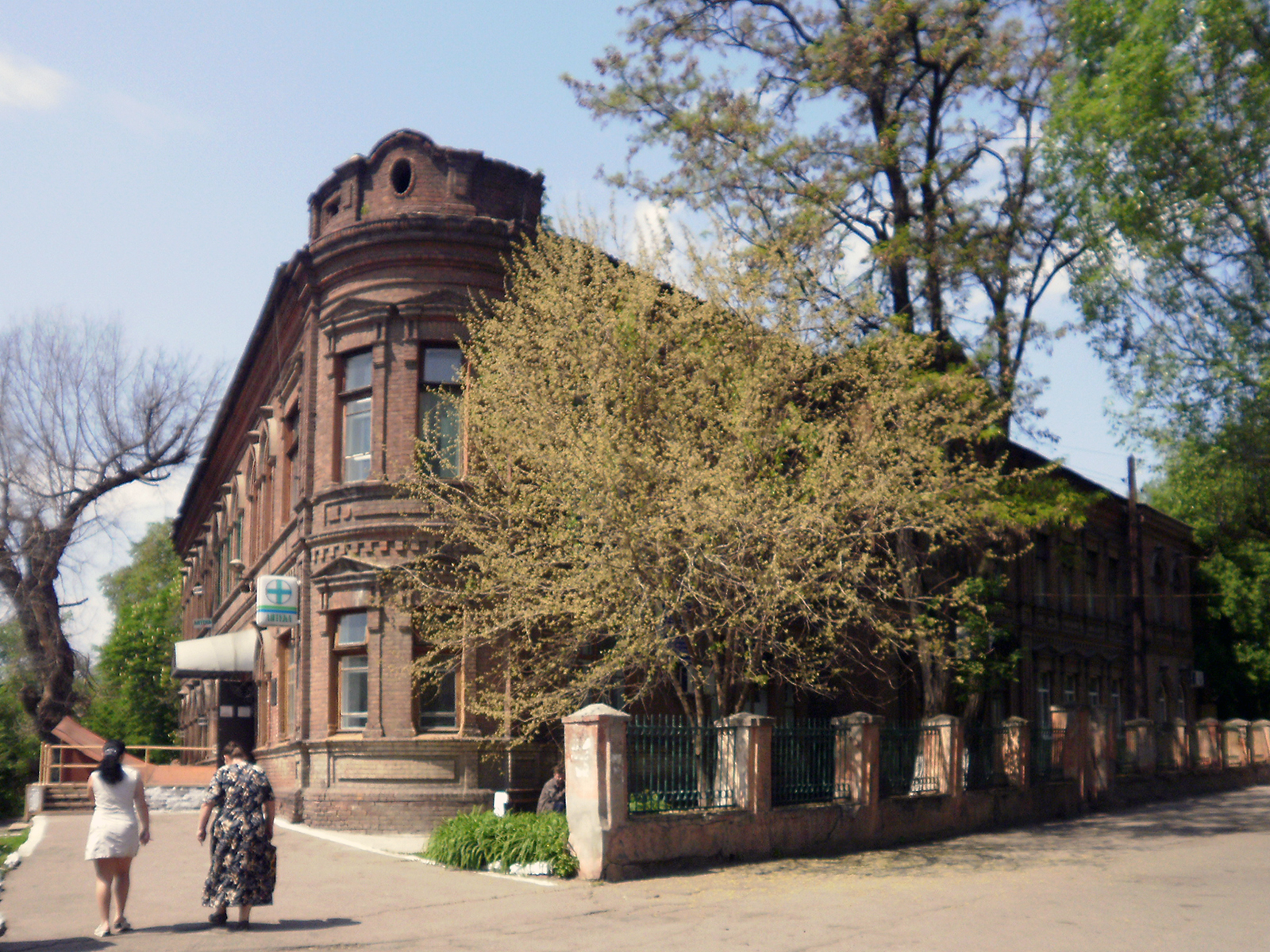
Hôpital classé.

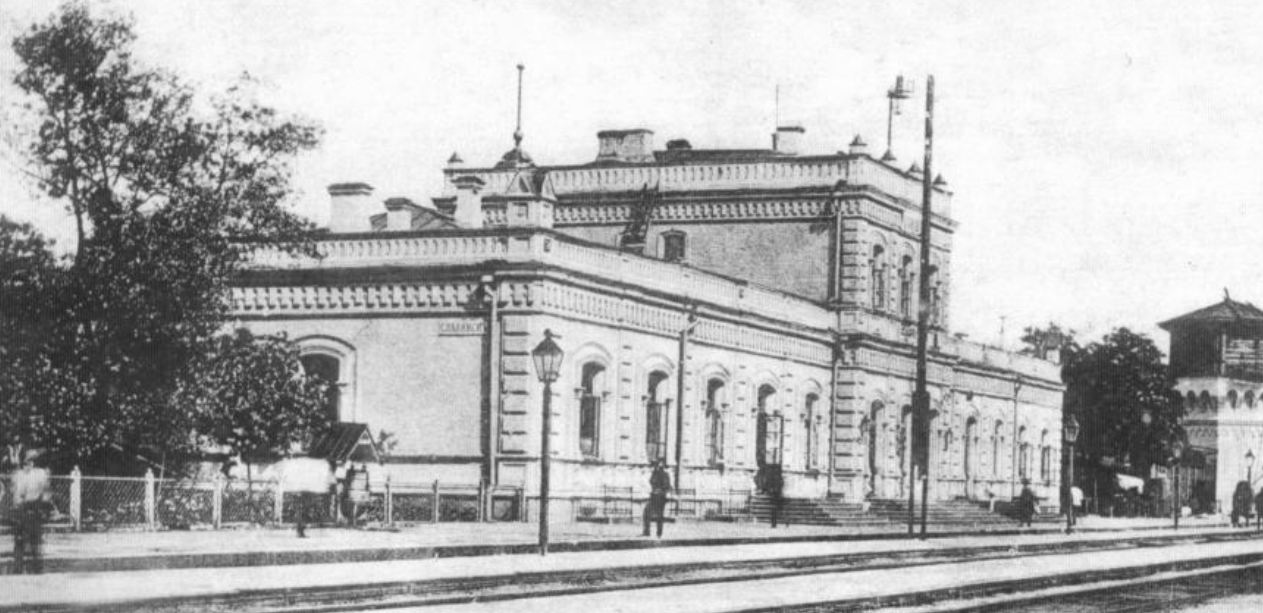
Vue de la gare de Sloviansk vers 1910.

Les principales entreprises de Sloviansk sont :
- OAO Slavtiajmach (en russe : ОАО Славтяжмаш) : fondée en 1931, c'est la principale entreprise de l'ex-URSS pour les machines et équipements de cokerie[20].
- ZAO Betonmach (russe : ЗАО Бетонмаш) : fabrique différents modèles d'usines à béton[21].

La ville a sa gare ferroviaire.

## Personnalités

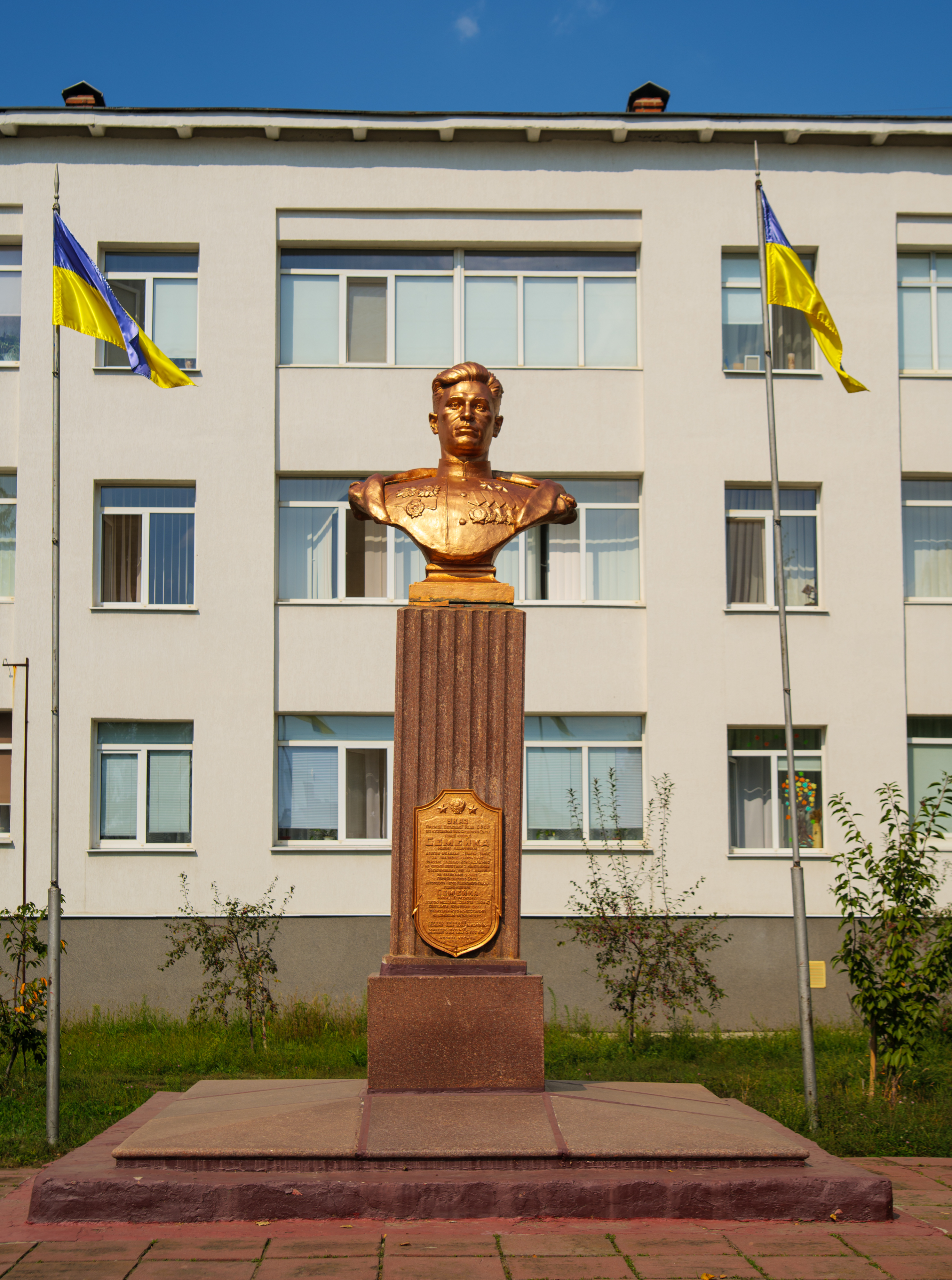
Buste du pilote Nikolaï Semeyko classé.

- Mykola Chmatko (1943–) : sculpteur et peintre ukrainien ;
- Maxym Martchenko (1983-) : militaire né à Sloviansk.